# Blaniulus hirsutus
Blaniulus hirsutus är en mångfotingart som beskrevs av Henri W. Brölemann 1889. Blaniulus hirsutus ingår i släktet Blaniulus och familjen pärlbandsfotingar. Inga underarter finns listade i Catalogue of Life.